# Brian Ackland-Snow
Brian Ackland-Snow (* 31. März 1940 in London; † 30. März 2013) war ein britischer Artdirector und Szenenbildner, der einen Oscar und einen British Academy Film Award (BAFTA Film Award) für das beste Szenenbild sowie einen Emmy gewann.

## Leben
Ackland-Snow begann seine Karriere als Artdirector und Szenenbildner 1962 bei dem Film Der Weg nach Hongkong und wirkte bis 2002 an der szenischen Ausstattung von über vierzig Filmen mit.
Bei der Oscarverleihung 1987 gewann er zusammen mit Gianni Quaranta, Brian Savegar und Elio Altramura den Oscar für das beste Szenenbild in dem nach dem gleichnamigen Roman von E. M. Forster entstandenen Film Zimmer mit Aussicht (1985) von James Ivory mit Maggie Smith, Helena Bonham Carter und Denholm Elliott in den Hauptrollen. Daneben erhielt er zusammen mit Quaranta auch 1987 den BAFTA Film Award für das beste Szenenbild. 1995 gewann er mit Rodger Maus, Josie MacAvin und Joseph Litsch auch einen Emmy für herausragende Artdirection im ersten Teil der von der CBS produzierten Fernsehserie Scarlett (1994) mit Joanne Whalley, Timothy Dalton und Stephen Collins.
Seine Kinder Andrew Ackland-Snow und Amanda Ackland-Snow traten beruflich in seine Fußstapfen und sind ebenfalls als Artdirector sowie Szenenbildner tätig.

## Filmografie (Auswahl)
- 1962: Der Weg nach Hongkong (The Road to Hong Kong)
- 1976: The Slipper and the Rose: The Story of Cinderella
- 1976: Der Weg allen Fleisches (The Sailor Who Fell from Grace with the Sea)
- 1977: Steiner – Das Eiserne Kreuz
- 1978: Tod auf dem Nil (Death on the Nile)
- 1979: Dracula
- 1982: Der dunkle Kristall (The Dark Crystal)
- 1983: Superman III – Der stählerne Blitz (Superman III)
- 1985: Der 4 1/2 Billionen Dollar Vertrag (The Holcroft Covenant)
- 1985: Zimmer mit Aussicht (A Room with a View)
- 1987: Maurice
- 1988: Genie und Schnauze (Without a Clue)
- 1992: … und griffen nach den Sternen (To Be the Best) (Fernsehfilm)
- 1994: Scarlett (Fernsehminiserie)
- 1995: Haunted – Haus der Geister (Haunted)
- 1999: Animal Farm
- 2000: Tränen der Erinnerung (Yesterday’s Children) (Fernsehfilm)
- 2002: The Magnificent Ambersons (Fernsehfilm)

## Auszeichnungen
- 1987: Oscar für das beste Szenenbild
- 1987: BAFTA Film Award für das beste Szenenbild
- 1995: Emmy für herausragende Artdirection in einer Fernsehserie